# Hemileuca yavapai
Hemileuca yavapai är en fjärilsart som beskrevs av Berthold Neumoegen 1881. Hemileuca yavapai ingår i släktet Hemileuca och familjen påfågelsspinnare. Inga underarter finns listade i Catalogue of Life.